# Herrarnas C-2 500 meter i kanotsport vid olympiska sommarspelen 1980
Herrarnas C-2 500 meter vid olympiska sommarspelen 1984 hölls på Man-made Basin i Moskva. 

## Medaljörer
| Gren          | Guld                                | Silver                                 | Brons                                    |
| C-2 500 meter | Ungern László Foltán István Vaskúti | Rumänien Ivan Potzaichin Petre Capusta | Bulgarien Borislav Ananiev Nikolai Ilkov |

## Resultat

### Heat
| Heat 1 |                                                |               |    |
| 1.     | László Foltán och István Vaskúti (HUN)         | 1:41,96       | QF |
| 2.     | Ivan Patzaichin och Petre Capusta (ROU)        | 1:42,24       | QF |
| 3.     | Serhei Petrenko och Aleksandr Vinogradov (URS) | 1:44,54       | QF |
| 4.     | Borislav Ananiev och Nikolai Ilkov (BUL)       | 1:45,00       | QS |
| 5.     | Jarmo Hakala och Jyrki Hakala (FIN)            | 1:49,81       | QS |
| -      | Mirko Nišović och Matija Ljubek (YUG)          | Did not start |    |
| Heat 2 |                                                |               |    |
| 1.     | Marek Wisła och Jerzy Dunajski (POL)           | 1:45,67       | QF |
| 2.     | Jiří Vrdovec och Petr Kubíček (TCH)            | 1:46,75       | QF |
| 3.     | Berndt Lindelöf och Erik Zeidlitz (SWE)        | 1:46,97       | QF |
| 4.     | Franck Lambert och Pierre Langlois (FRA)       | 1:48,94       | QS |
| 5.     | Narcisco Suárez och Santos Magaz (ESP)         | 1:50,11       | QS |

### Semifinal
| Semifinal |                                          |         |    |
| 1.        | Borislav Ananiev och Nikolai Ilkov (BUL) | 1:47,42 | QF |
| 2.        | Narcisco Suárez och Santos Magaz (ESP)   | 1:47,98 | QF |
| 3.        | Franck Lambert och Pierre Langlois (FRA) | 1:49,23 | QF |
| 4.        | Jarmo Hakala och Jyrki Hakala (FIN)      | 1:49,40 |    |

### Final
| Gold   | László Foltán och István Vaskúti (HUN)         | 1:43,39 |
| Silver | Ivan Patzaichin och Petre Capusta (ROU)        | 1:44,12 |
| Bronze | Borislav Ananiev och Nikolai Ilkov (BUL)       | 1:44,83 |
| 4.     | Marek Wisła och Jerzy Dunajski (POL)           | 1:45,10 |
| 5.     | Jiří Vrdovec och Petr Kubíček (TCH)            | 1:46,48 |
| 6.     | Serhei Petrenko och Aleksandr Vinogradov (URS) | 1:46,95 |
| 7.     | Narcisco Suárez och Santos Magaz (ESP)         | 1:48,18 |
| 8.     | Berndt Lindelöf och Erik Zeidlitz (SWE)        | 1:48,69 |
| 9.     | Franck Lambert och Pierre Langlois (FRA)       | 1:50,33 |